# Prelatura territoriale di Itacoatiara
La prelatura territoriale di Itacoatiara (in latino Praelatura Territorialis Itacoatiarensis) è una sede della Chiesa cattolica in Brasile suffraganea dell'arcidiocesi di Manaus. Nel 2021 contava 113.340 battezzati su 165.995 abitanti. È retta dal vescovo Edmilson Tadeu Canavarros dos Santos, S.D.B.

## Territorio
La prelatura territoriale comprende una parte dello stato brasiliano di Amazonas. La bolla di erezione della sede elenca i seguenti comuni: Rio Preto da Eva, Itacoatiara, Itapeaçu, Itapiranga, São Sebastião do Uatumã, Silves, Urucará e Urucurituba.
Sede prelatizia è la città di Itacoatiara, dove si trova la cattedrale di Nostra Signora del Rosario.
Il territorio si estende su 58.386 km² ed è suddiviso in 13 parrocchie.

## Storia
La prelatura territoriale è stata eretta il 13 luglio 1963 con la bolla Ad Christi divini di papa Paolo VI, ricavandone il territorio dall'arcidiocesi di Manaus.

## Cronotassi dei vescovi
Si omettono i periodi di sede vacante non superiori ai 2 anni o non storicamente accertati.
- Francis Paul McHugh, S.F.M. † (20 luglio 1965 - 15 luglio 1972 dimesso)
  - Sede vacante (1972-1975)[3]
- Jorge Eduardo Marskell, S.F.M. † (1975 - 2 luglio 1998 deceduto)
- Carillo Gritti, I.M.C. † (5 gennaio 2000 - 9 giugno 2016 deceduto)
- José Ionilton Lisboa de Oliveira, S.D.V. (19 aprile 2017 - 3 novembre 2023 nominato prelato di Marajó)
- Edmilson Tadeu Canavarros dos Santos, S.D.B., dal 22 agosto 2024[4]

## Statistiche
La prelatura territoriale nel 2021 su una popolazione di 165.995 persone contava 113.340 battezzati, corrispondenti al 68,3% del totale.
| anno | popolazione | popolazione | popolazione | presbiteri | presbiteri | presbiteri | presbiteri                | diaconi | religiosi | religiosi | parrocchie |
| anno | battezzati  | totale      | %           | numero     | secolari   | regolari   | battezzati per presbitero | diaconi | uomini    | donne     | parrocchie |
| ---- | ----------- | ----------- | ----------- | ---------- | ---------- | ---------- | ------------------------- | ------- | --------- | --------- | ---------- |
| 1963 | 50.000      | 53.000      | 94,3        | 5          |            | 5          | 10.000                    |         |           |           | 4          |
| 1970 | 65.000      | 70.000      | 92,9        | 8          |            | 8          | 8.125                     |         | 9         |           | 4          |
| 1976 | 74.000      | 81.125      | 91,2        | 8          | 2          | 6          | 9.250                     |         | 6         | 5         | 5          |
| 1980 | 68.700      | 77.000      | 89,2        | 8          | 1          | 7          | 8.587                     |         | 7         | 6         | 7          |
| 1990 | 116.000     | 131.736     | 88,1        | 12         | 2          | 10         | 9.666                     |         | 10        | 8         | 6          |
| 1999 | 89.021      | 120.000     | 74,2        | 11         | 2          | 9          | 8.092                     |         | 9         | 17        | 6          |
| 2000 | 95.072      | 118.695     | 80,1        | 9          | 2          | 7          | 10.563                    |         | 7         | 15        | 6          |
| 2001 | 119.865     | 149.832     | 80,0        | 3          |            | 3          | 39.955                    |         | 3         | 12        | 6          |
| 2002 | 124.200     | 155.254     | 80,0        | 11         | 5          | 6          | 11.290                    |         | 6         | 9         | 9          |
| 2003 | 125.798     | 155.254     | 81,0        | 14         | 6          | 8          | 8.985                     |         | 8         | 11        | 9          |
| 2004 | 126.726     | 155.254     | 81,6        | 10         | 2          | 8          | 12.672                    |         | 8         | 7         | 10         |
| 2013 | 136.300     | 172.400     | 79,1        | 13         | 9          | 4          | 10.484                    |         | 4         | 6         | 12         |
| 2016 | 139.700     | 176.900     | 79,0        | 14         | 8          | 6          | 9.978                     |         | 6         | 6         | 13         |
| 2019 | 110.977     | 170.734     | 65,0        | 17         | 12         | 5          | 6.528                     | 1       | 5         | 9         | 13         |
| 2021 | 113.340     | 165.995     | 68,3        | 12         | 9          | 3          | 9.445                     | 1       | 3         | 10        | 13         |